# Max Reger

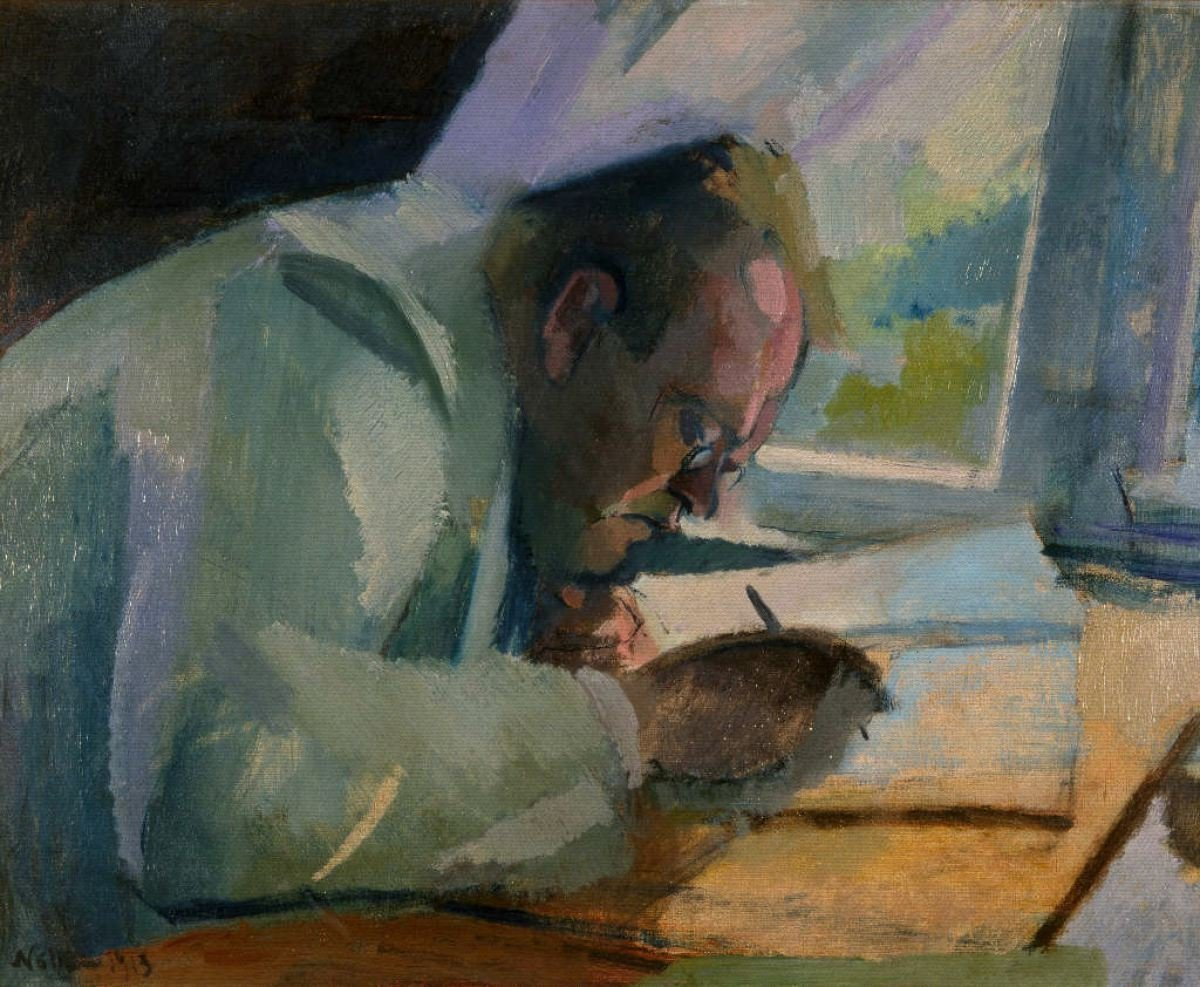
Franz Nölken: Max Reger bei der Arbeit (1913)

Johann Joseph Maximilian Reger (* 19. März 1873 in Brand in der Oberpfalz; † 11. Mai 1916 in Leipzig) war ein deutscher Komponist, Organist, Pianist und Dirigent.

## Leben
Familiäre Prägung

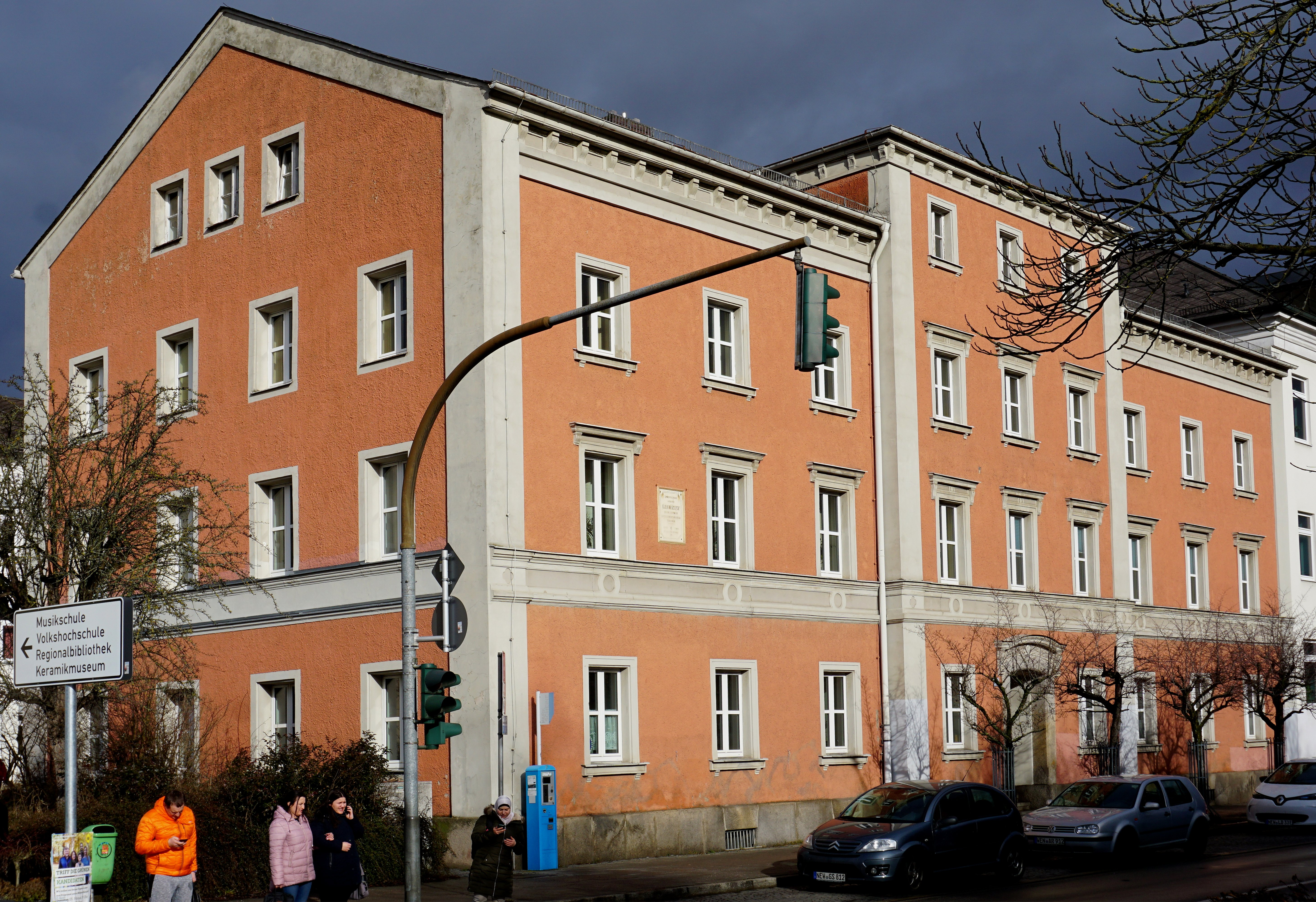
Regers Wohnhaus in Weiden in der Oberpfalz (2020)

Der Großvater von Max Reger, Georg Reger, wurde am 7. Juli 1818 in Rannersdorf bei Pemfling geboren. Am 3. Mai 1843 heiratete er in Pemfling Katharina Jakob (* 3. Oktober 1810) aus Grafenkirchen.
Der Vater von Max Reger, Joseph Reger, wurde am 13. September 1847 um 3 Uhr 5 in Rannersdorf Nr. 5 geboren. Georg Reger siedelte 1852 nach Pemfling über. Da er dort als Hilfsmesner Zugang zur Orgel hatte, erwarb sein Sohn Kenntnisse in Klavier und Orgel.
Max Reger war der Sohn des Volksschullehrers („Ludimagister“) Joseph Reger und seiner Ehefrau Philomena Reger, geborene Reichenberger.
Frühe Förderung und Ausbildung
Max Reger wuchs in der seinem Geburtsort Brand in der Oberpfalz nahegelegenen Stadt Weiden auf. Er erhielt schon früh musikalische Unterweisung. Nach einem Besuch der Bayreuther Festspiele 1888 beschloss er (gegen den Wunsch seines Vaters) Musiker zu werden. Jeanette Ulrich, die ältere Schwester von Regers Mutter, war vermutlich die ausschlaggebende Person, die bei einem Besuch Regers bei seinen Pateneltern auf dem landwirtschaftlichen Gutshof Königswiesen maßgeblich seinen Entschluss unterstützte, ein Musikstudium zu beginnen.
Reger studierte an den Konservatorien in Sondershausen (bei dem Musiktheoretiker Hugo Riemann) und in Wiesbaden (dort weiterhin bei Riemann und bei Albert Fuchs). Am Wiesbadener Konservatorium fand er eine Anstellung als Lehrer für Klavier und Orgel. Infolge seiner Militärdienstzeit und beruflicher Rückschläge erlitt er einen psychischen und physischen Zusammenbruch. 1898 holte seine Schwester Emma ihren hochverschuldeten, alkoholabhängigen und kranken Bruder ins Elternhaus zurück. Seine Wiesbadener Jahre nannte er später seine „Sturm- und Trankzeit“. Wieder zu Hause steigerte Reger seine musikalischen Aktivitäten enorm und rettete sich aus eigenen Kräften aus dem Tief. 1901 siedelte er nach München um, wo er sich mehr musikalische Anregungen erhoffte als in der Oberpfalz. 1902 heiratete Reger die geschiedene Protestantin Elsa von Bercken, die er schon 1893 in Wiesbaden kennengelernt hatte, aber erst in München wiedertraf. Die Trauung fand am 7. Dezember 1902 in Bad Boll statt. Die Ehe hatte seine Exkommunikation aus der katholischen Kirche zur Folge. Elsa stammte aus Kolberg und Reger verbrachte dort in den Jahren von 1906 bis 1913 regelmäßig seine Sommeraufenthalte.
Komponist
Als Komponist wie als konzertierender Pianist war Reger in dieser Zeit äußerst produktiv. 1905 wurde er als Nachfolger Rheinbergers an die Königliche Akademie der Tonkunst in München berufen, legte sein Amt aber bereits ein Jahr später wegen Unstimmigkeiten mit dem überwiegend konservativen Lehrkörper nieder. Während eines Konzertaufenthalts in Karlsruhe empfing Reger 1907 seine Berufung zum Universitätsmusikdirektor und Professor am Königlichen Konservatorium in Leipzig. Zu seinen Schülern zählten hier u. a. Joseph Haas, Wilhelm Rettich, Othmar Schoeck, Erwin Schulhoff, Johanna Senfter, Botho Sigwart zu Eulenburg, Hermann Keller, Hermann Grabner, Fritz Lubrich, Aarre Merikanto, Otto Didam, Ernst Smigelski sowie der spätere Filmkomponist Willy Schmidt-Gentner. Seine Konzert- und Kompositionstätigkeit behielt Reger bei.

Regers Wohnhaus in Meiningen (2007)

Allerdings gab er den Posten des Universitätsmusikdirektors schon 1908 wieder auf. Stattdessen trat er 1911 die Stelle des Hofkapellmeisters bei der berühmten Meininger Hofkapelle an. Schon lange bevor er dieses Amt übernahm, formulierte er den Satz: „Es gibt nur ein Orchester, das ich haben möchte: Meiningen.“ Seine Leipziger Lehrtätigkeit übte er weiterhin aus. Im Jahr 1910 erfolgte in Berlin die Verleihung der Ehrendoktorwürde Dr. med. h.c.

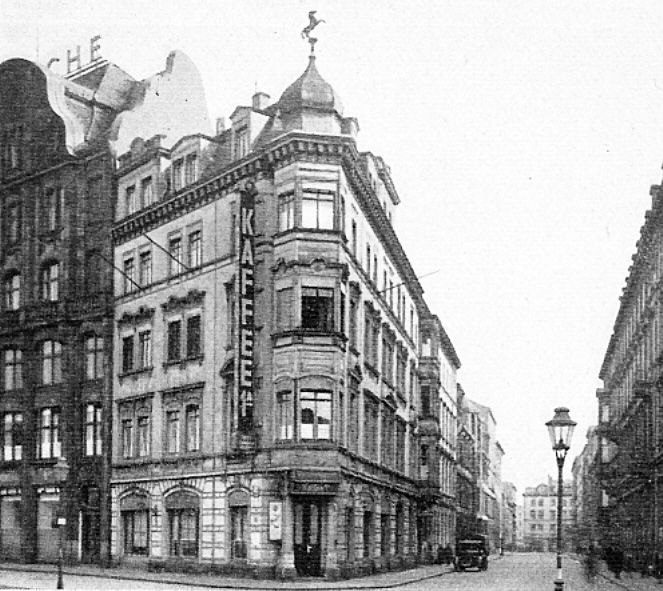
Hotel Hentschel in Leipzig (im Zweiten Weltkrieg zerstört), Regers Sterbeort

Getrübt wurde seine Ehe ab 1906 zunehmend durch den überwunden geglaubten Alkoholismus, gegen den er bis an sein Lebensende kämpfte. Das Ehepaar adoptierte zwei Töchter: Marie-Marta Heyer (* 1905, adoptiert 1907) als Christa Reger und später Selma Charlotte Meinig als Lotti Reger (* 1905), um die sich jedoch hauptsächlich seine Frau Elsa kümmerte. Auch das große Arbeitspensum zwischen Lehrverpflichtung und Tourneen forderte seinen Tribut. Nach einem Konzert am 28. Februar 1914 in Hagen brach Reger zusammen. Er verbrachte eine einmonatige Kur in Meran, danach schloss sich ein Erholungsurlaub an. Am 1. Juli 1914 trat er von der Stellung als Hofkapellmeister zurück.
Die intensive Kompositions- und Konzerttätigkeit führte er jedoch bald wieder fort, auch nachdem er 1915 nach Jena gezogen war, von wo aus er einmal wöchentlich für seine Lehrveranstaltungen nach Leipzig fuhr. Auf einer dieser Reisen im Mai 1916 erlag Reger nach einem abendlichen Gaststättenbesuch mit Freunden in seinem Zimmer im Hotel Hentschel einem Herzversagen. Max Reger starb im Alter von 43 Jahren.

## Grabstätte

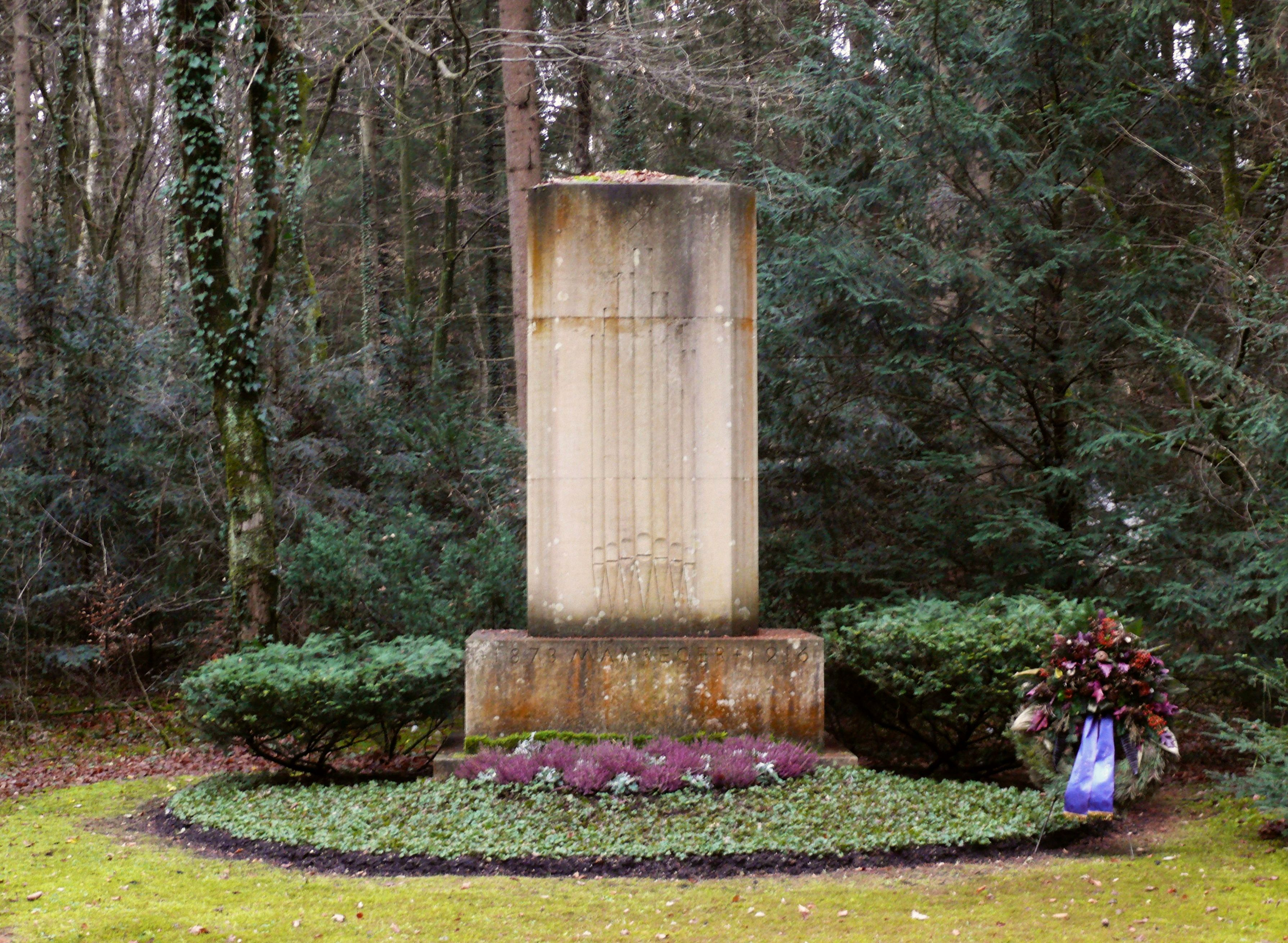
Ehrengrab von Max Reger auf dem Münchner Waldfriedhof

Regers Urne wurde – nach Aufbewahrung zu Hause in Jena – zum sechsten Todestag auf einem Weimarer Friedhof bestattet und schließlich 1930 zum 14. Todestag auf Wunsch seiner Witwe Elsa Reger, nachdem diese 1929 nach München zurückgekehrt war, in ein Ehrengrab auf den Münchner Waldfriedhof, Grab Nr. 131-W-14, überführt (Standort).

## Werk

Lebensstufen Max Regers
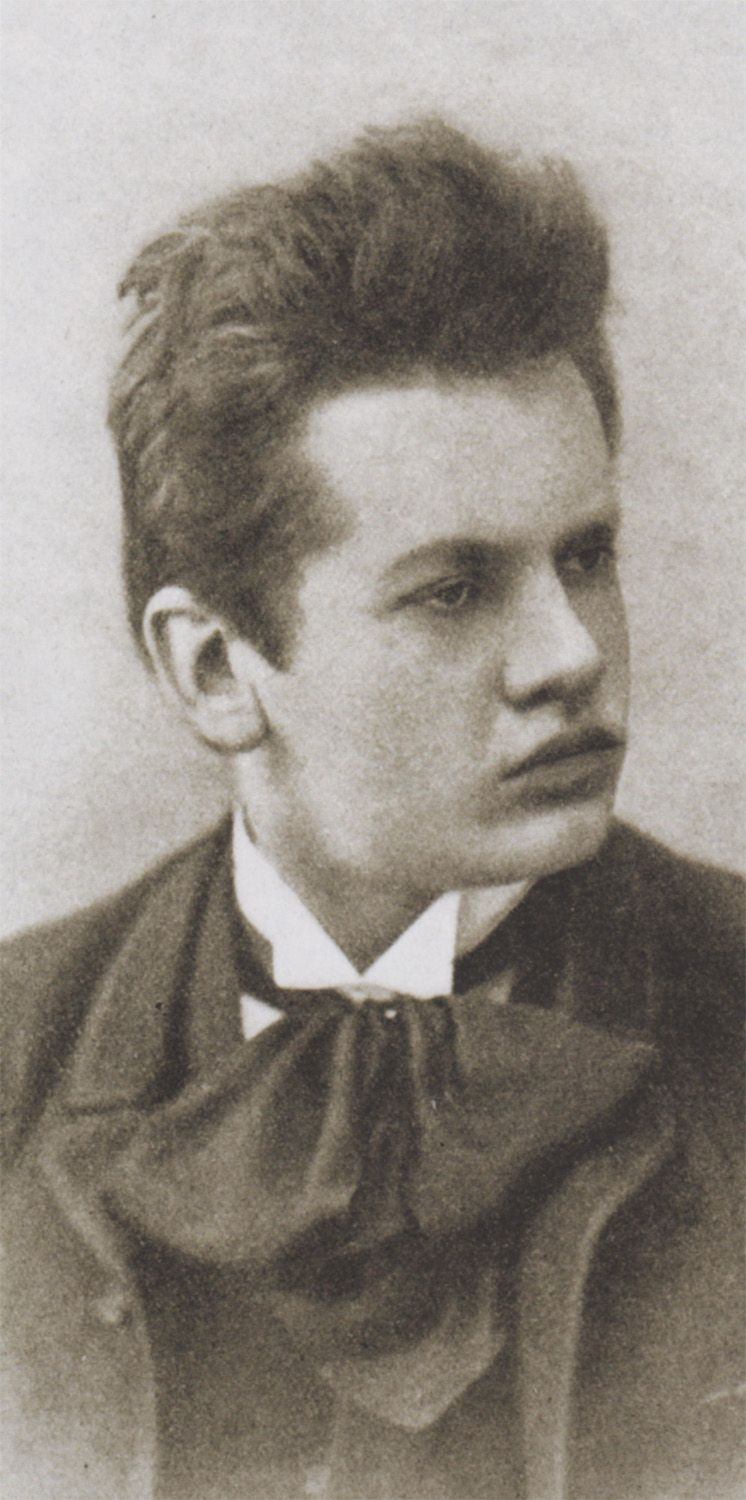
1890 Musikstudent
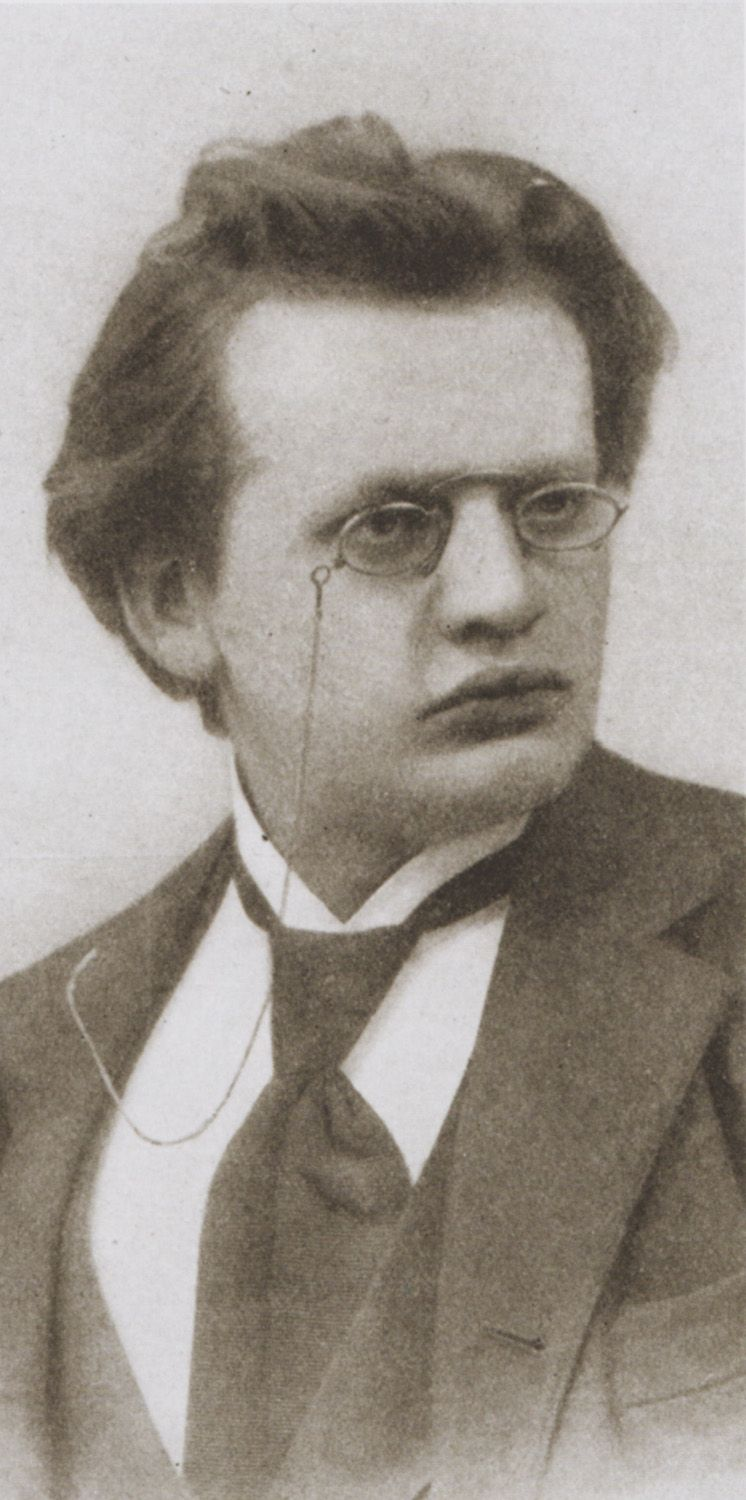
1895 Klavierlehrer
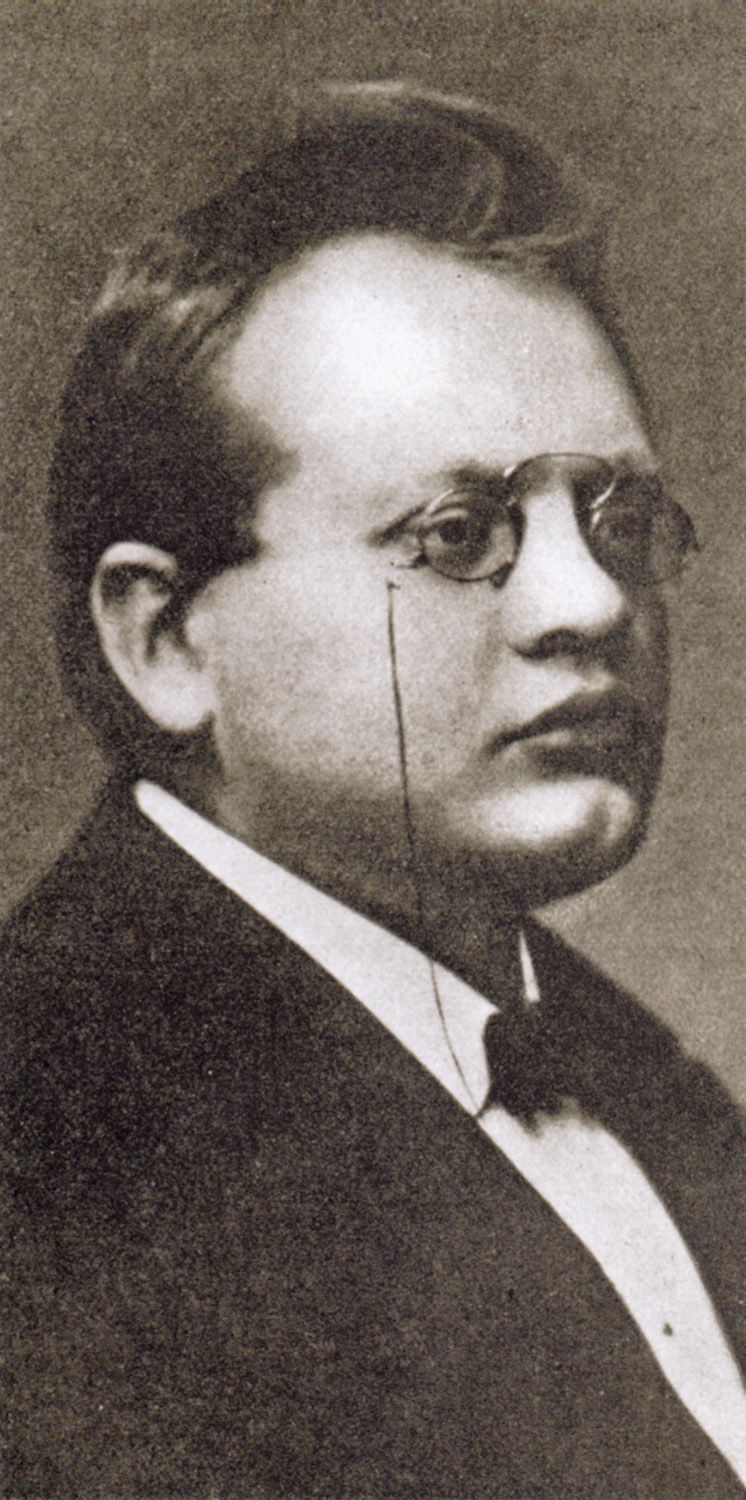
1907 Universitätsmusikdirektor
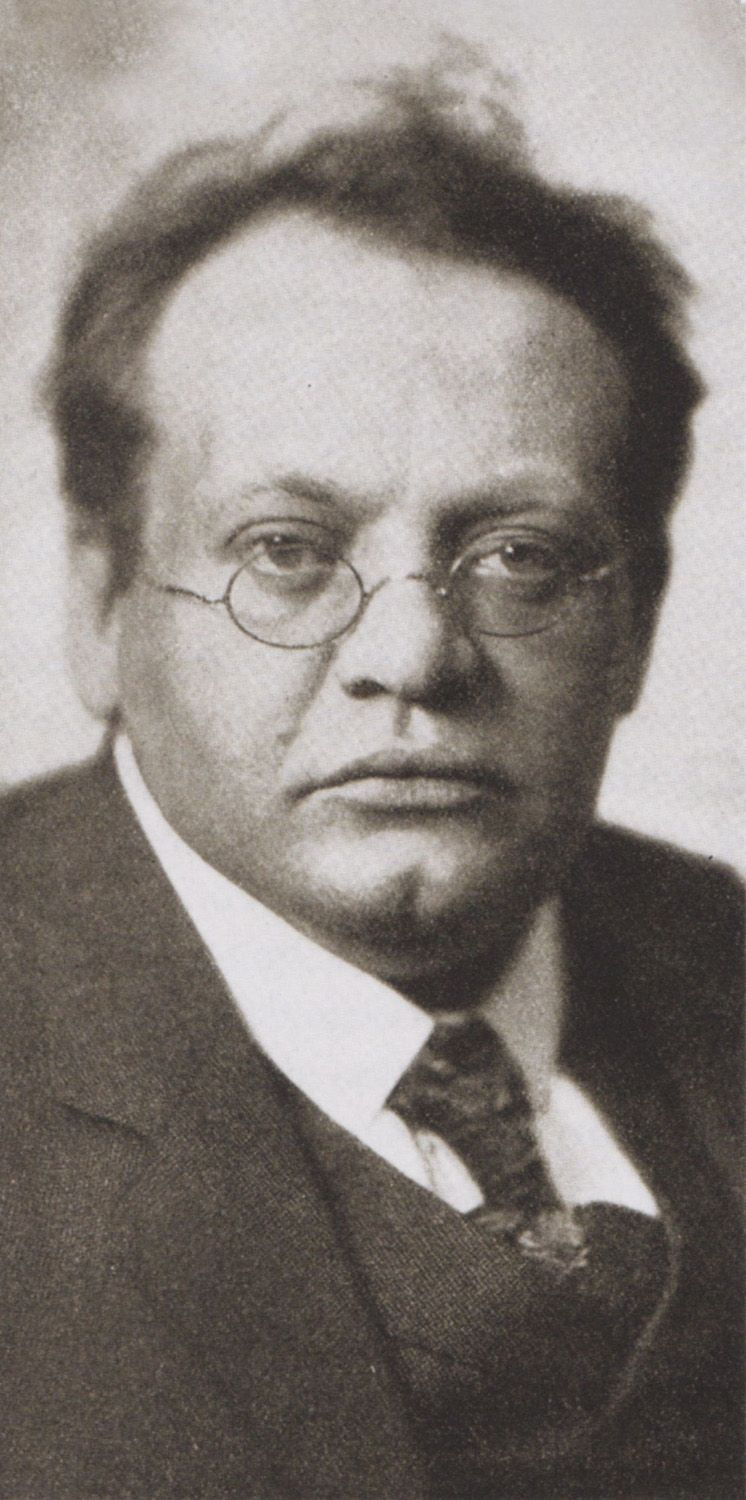
1913 Hofkapellmeister

Berühmtheit erlangte Reger vor allem durch seine Kompositionen für die Orgel. Bereits in seiner Wiesbadener Zeit hatte er, obwohl selbst „katholisch bis in die Fingerspitzen“, eine besondere Affinität für protestantische Choräle entwickelt, die ihn mit seinem großen Vorbild Johann Sebastian Bach verband. Reger entdeckte die alten barocken Gattungen Choralvorspiel, Fantasie und Fuge sowie Passacaglia wieder und entwickelte sie weiter. Besonders zu erwähnen sind die kühnen Choralfantasien. Geprägt wurde sein Kompositionsstil auch durch die Freundschaft zum Thomasorganisten und späteren Thomaskantor Karl Straube. Durch ihn lernte Reger die damals größten und modernsten Orgeln mit ihren vielseitigen Spielhilfen und technischen Neuerungen kennen. Seine Orgelwerke erfordern oft die Ausnutzung der technischen Möglichkeiten dieser Orgeln und enthalten beispielsweise mit solchen Instrumenten leicht realisierbare, große dynamische Spannen. Auch in den Bereichen Kammermusik (u. a. Literatur für Streichersolo), Lied, Chor- und Orchestermusik hat er Bedeutendes geleistet.

### Einordnung und Merkmale
Während Regers formale Quellen im Barock liegen, steht er klanglich eher in der Tradition von Brahms und Liszt. Er schätzte auch Richard Wagner, dessen Parsifal ihn einst bewogen hatte, Musiker zu werden, erklärte aber: „Der Brahmsnebel wird bleiben – mir ist er lieber als die Gluthitze von Wagner.“
Regers Vorbild war auch die Kontrapunktik Bachs, er gilt als Vollender der „chromatischen Polyphonie“. Der sechzehnjährige Reger soll gesagt haben, dass zwischen Harmonielehre und Kontrapunkt „gar kein sonderlich großer Unterschied“ bestehe.
Eine ganze Reihe von Werken berührt die Grenzlinien der traditionellen Dur-Moll-Tonalität (u. a. die Symphonische Fantasie und Fuge op. 57 und besonders das Violinkonzert op. 101).
Die fis-Moll Originalthema- (op. 73) und die Bach-Variationen (op. 81) sind ihrem Rang nach nur vergleichbar mit Variationswerken von J. S. Bach (Goldberg-Variationen), Beethoven (Diabelli-Variationen) und Brahms (Paganini-Variationen).
Regers Musik hat oft einen hohen technischen Anspruch. „Meine Orgelsachen sind schwer“, schrieb er 1900 an seinen Freund, den Organisten Gustav Beckmann, „es gehört ein über die Technik souverän herrschender geistvoller Spieler dazu … Man macht mir oft den Vorwurf, dass ich absichtlich so schwer schreibe; gegen diesen Vorwurf habe ich nur eine Antwort, dass keine Note zuviel darin steht.“ Für Karl Straube komponierte er u. a. auch Introduktion, Passacaglia und Fuge in e-Moll op. 127, zur Aufführung bei der Einweihung der zu der Zeit größten Orgel der Welt in der Jahrhunderthalle in Breslau.
In seinen letzten Schaffensjahren bemühte sich Reger um eine Vereinfachung des Satzes zugunsten größerer Klarheit, Durchhörbarkeit und Subtilität. Er deklarierte seinen Personalstil nun als „freien Jenaischen Stil“ (Reger erhielt einen Ruf als Universitätsmusikdirektor in Leipzig und lebte ab 1915 in Jena). In diese Schaffensperiode fallen berühmte Werke, beispielsweise die Mozart-Variationen (op. 132), in welchen er das bekannte, von Mozart selbst bereits variierte Thema der Klaviersonate A-Dur KV 331 verwendet, oder auch das Klarinettenquintett A-Dur (op. 146), sein letztes vollendetes Werk.

### Kompositionen
Reger verfasste zahlreiche Werke für Orgel, Harmonium, Klavier, Violine, Orchester, Soloinstrumente mit Orchester, Kammermusik und Vokalwerke.
Unter den Orgelwerken mit Opus-Zahl sind zahlreiche Choralfantasien, Choralvorspiele, Fugen und Sonaten, darunter die Choralphantasien über „Ein feste Burg ist unser Gott“ op. 27 (1898), „Wie schön leuchtet der Morgenstern“ op. 40/1 und „Wachet auf, ruft uns die Stimme“ op. 52/2, ferner die Phantasie und Fuge über B-A-C-H op. 46 (1900), Symphonische Phantasie und Fuge d-Moll op. 57 („Inferno-Phantasie“), Phantasie und Fuge d-Moll op. 135b sowie die 2. Sonate d-Moll op. 60. Eines der bedeutendsten Orgelwerke Regers ist Variationen und Fuge über ein Originalthema fis-Moll op. 73. Von den Orgelwerken ohne Opus-Zahl wird häufig Introduktion und Passacaglia d-Moll WoO IV/6 aufgeführt. Dann seien genannt die Schule des Triospiels. J. S. Bachs zweistimmige Inventionen, für die Orgel bearbeitet von Max Reger und Karl Straube (1903) und Romanze a-Moll (1904), die der Komponist für Harmonium wie für Orgel vorlegte.
Zu seinen Orchesterwerken zählen Sinfonietta op. 90 (1904/5), Serenade op. 95 (1905), Variationen und Fuge über ein Thema von Johann Adam Hiller (aus dem Singspiel „Der Ärndtekranz“) op. 100 (1907), Konzert im alten Stil op. 123 (1912), Eine romantische Suite (nach Eichendorff) op. 125 (1912), Vier Tondichtungen nach A. Böcklin op. 128 (1913), darin N° 3: „Die Toteninsel“, Variationen und Fuge über ein Thema von Mozart op. 132 und Bearbeitungen zu Schubert. In jungen Jahren schuf Reger wohl auch 1896/7 eine Sinfonie, die aber nicht zur Veröffentlichung angenommen wurde und heute verschollen ist, ebenso wie ein zur selben Zeit entstandenes Klavierkonzert.
Seine Kammermusik umfasst zahlreiche Trios, Quartette, Quintette, ein Streichsextett sowie Sonaten für Violine, Violoncello und Klarinette mit Klavier.
Es gibt zahlreiche kleine Klavierstücke sowie Sonatinen, Variationen und Fugen über Themen von Johann Sebastian Bach, Ludwig van Beethoven (für zwei Klaviere) und Georg Philipp Telemann.
Reger komponierte ferner eine ganze Reihe an Werken für Streicher allein (Cellosuiten op. 131c, Violasuiten op. 131d), u. a. Sonaten für Violine allein op. 42 und 91 sowie zahlreiche Präludien, Fugen und Chaconne für Violine allein op. 117.
Seine Vokalwerke umfassen rund 300 Klavierlieder, u. a. auf Texte von Christian Morgenstern, Stefan Zweig, Richard Dehmel, Gabriele D’Annunzio, Marie Itzerott, Adolf Holst, sowie geistliche Lieder für Gesang und Orgel. Zu den bedeutendsten Vokalwerken gehören Der 100. Psalm op. 106 (1908/09) und das Requiem op. 144b (1915) für Alt (oder Bariton), Chor und Orchester auf das Gedicht „Seele, vergiss sie nicht“ von Friedrich Hebbel. Er widmete das Werk wie sein auf Anraten Straubes unvollendet aufgegebenes Requiem WoO V/9 „dem Andenken der im Kriege gefallenen deutschen Helden“.
Eine Ausgabe Sämtliche Werke umfasst 38 Bände und erschien von 1954 bis 1990. Seit 2010 erscheint eine neue 'Wissenschaftlich-kritische Hybrid-Edition von Werken und Quellen Max Regers', die Reger-Werkausgabe; in den Jahren 2010–2023 erschienen Band I Orgelwerke, Nr. 1–7 und Band II Lieder und Chorwerke, Nr. 1–11.

## Wirkung

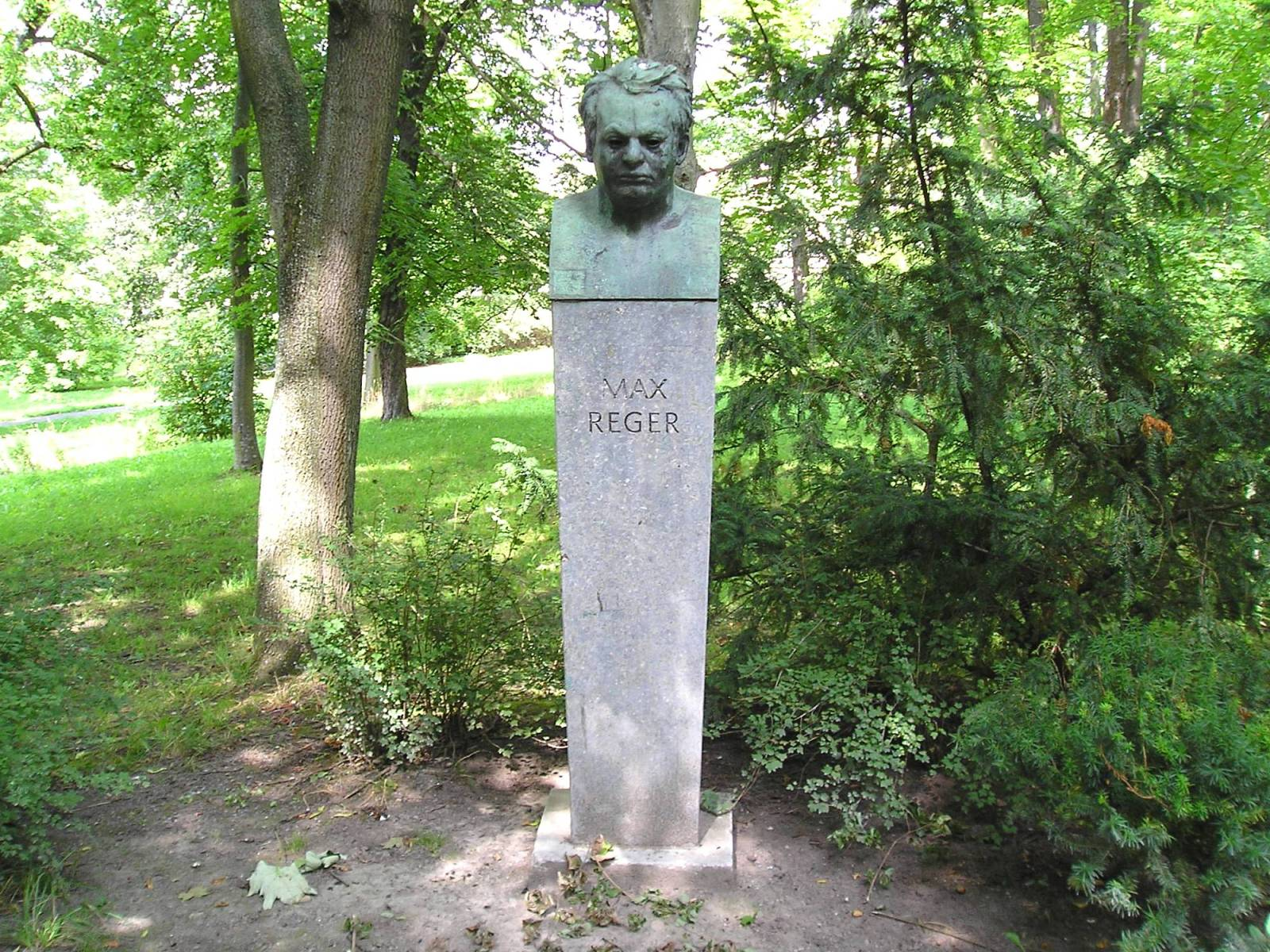
Reger-Denkmal von 1937 im Englischen Garten von Meiningen

Regers Bedeutung wurde zu seinen Lebzeiten kontrovers bewertet. Obwohl gefeiert wie kaum ein anderer Komponist, war er ständig Anfeindungen seitens der nationalistisch-traditionalistischen Musikszene, von ihm „Philister“ genannt, ausgesetzt. Sein ehemaliger Kompositionslehrer Hugo Riemann, riet zur Umkehr („Degeneration und Regeneration in der Musik“, 1907); er sah die „Rettung“ in Brahms. Hierbei spielten allerdings auch persönliche Gründe eine Rolle.
Auf Kritik reagierte Reger oft dünnhäutig und verletzend. Bekannt ist die gegen Kritiker gerichtete Einarbeitung der Motive „S-C-H-A-F-E“ und „A-F-F-E“ in die Violinsonate op. 72. In Kontroversen speziell mit der Berliner Presse ließ er sich auch zu antisemitischen Äußerungen hinreißen („Jedermann weiss, dass die Berliner Kritik sehr unter dem 'nicht gerade heilsamen' Einfluss des stark zersetzenden semitischen Geistes steht“, Brief an Konzertmeister Hans Treichler, Mai 1911; „Da haben wir eben den grauenvollen Einfluß des urfrechen Judenthums“, Brief an Fritz Stein, 8. Juli 1913). Andrerseits nahm Reger in einem Brief an Henri Marteau jüdische Freunde in Schutz: „Ich habe viele Freunde unter den Juden, die ich länger als Dich z. B. kenne u. welche Freunde sich bisher als treu erprobt in allen Lebenslagen erwiesen haben! Ich glaube, dass Dein offensichtlicher Haß gegen das Judentum, welcher Haß nach meinen Erfahrungen nicht berechtigt ist, Dich Dinge sehen u. sagen lässt, die mit der Wirklichkeit nichts zu thun haben!“ (Brief an Henri Marteau, 18. Januar 1911).
Der fünfzehnjährige Sergei Prokofjew saß im Publikum, als Reger 1906 in Sankt Petersburg seine Serenade G-Dur (op. 95) dirigierte. Prokofjew teilte Jahre später mit, er sei von der Wirkung des Werkes fasziniert gewesen. Anders wirkte er auf Strawinsky: „Ich fand ihn ebenso abstoßend wie seine Musik“.
Reger hatte nachhaltigen Einfluss auf die Neue Wiener Schule, und er war in den 1920er Jahren der am häufigsten interpretierte zeitgenössische Komponist im deutschsprachigen Raum. Paul Hindemith äußerte in einem Gespräch mit dem Reger-Biographen Helmut Wirth: „Max Reger war der letzte Riese in der Musik. Ich bin ohne ihn gar nicht zu denken.“
Im Fin de siècle zwischen Mahlers letzter Sinfonie und Strawinskys Le sacre du printemps blieb Regers Werk lange Zeit beim breiteren Publikum wenig präsent. Reger selbst hat prognostiziert: „In einigen Jahren wird man mich als reaktionär bezeichnen und zum alten Eisen werfen, aber meine Zeit wird kommen.“ Unter anderem ist es den Aktivitäten des Max-Reger-Archivs in Meiningen, des Max-Reger-Instituts Karlsruhe und den Max-Reger-Tagen in Weiden zu verdanken, dass dem Werk Regers eine Renaissance in den Konzertsälen widerfährt.
Das Max-Reger-Archiv, 1920 von seiner Witwe Elsa Reger gegründet, befindet sich heute im Schloss Elisabethenburg in Meiningen. Es bewahrt den künstlerischen und persönlichen Nachlass des Komponisten und ist gleichzeitig Begegnungs- und Forschungsstätte für Reger-Freunde und Musikwissenschaftler. 1932 wurde die von ihm inspirierte „Reger-Orgel“ in der Meininger Stadtkirche von Erhard Mauersberger eingeweiht; seither entstanden auch u. a. in Weiden und München „Reger-Orgeln“. 1947 gründete Elsa Reger weiterhin das Max-Reger-Institut mit der Elsa-Reger-Stiftung, das mittlerweile die weltweit größte Reger-Autographensammlung besitzt und bis Ende 1986 alleiniger Träger der Urheberrechte an Regers Werken war.

## Benennungen, Ehrungen, Denkmäler

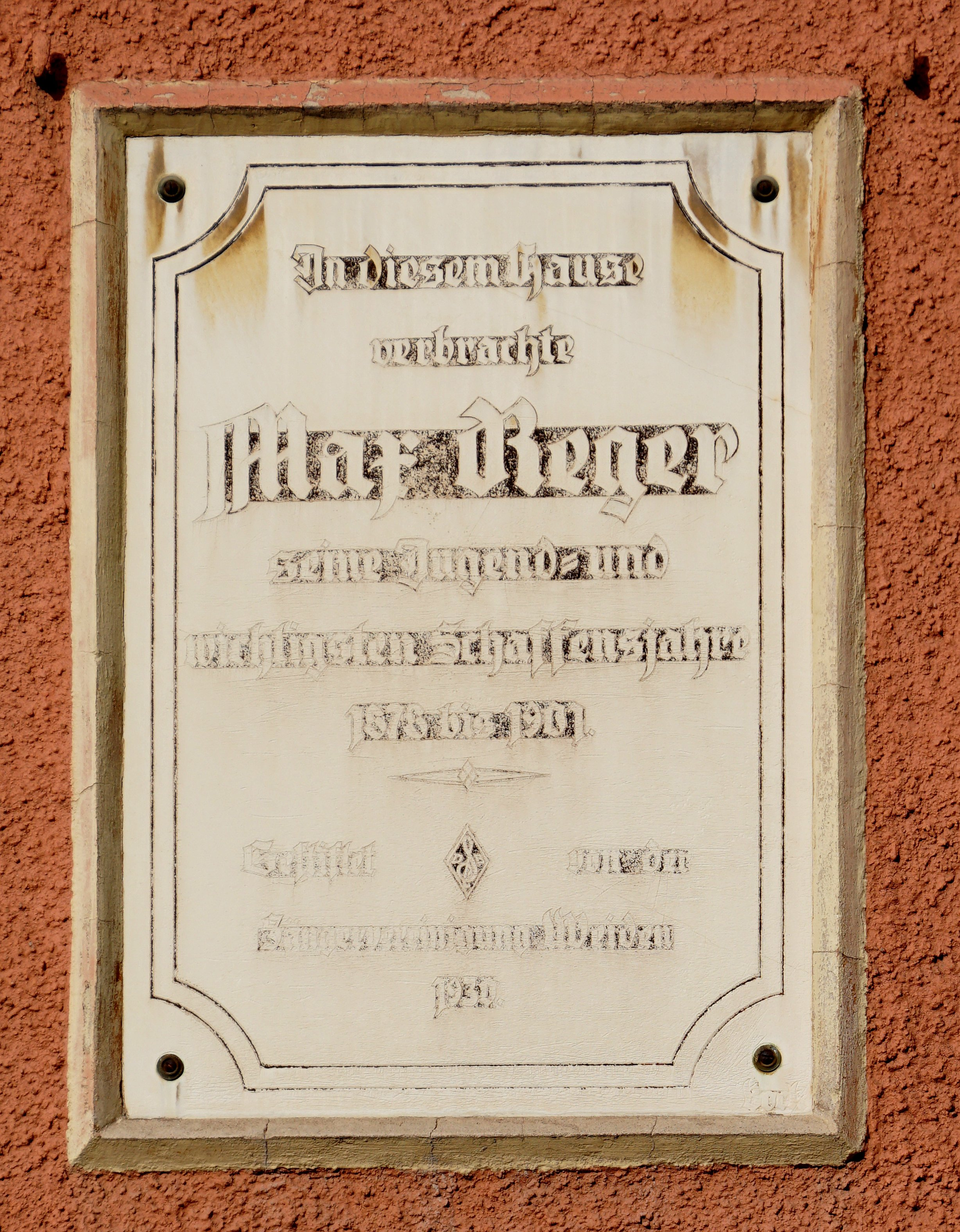
Gedenktafel am Haus Bürgermeister-Prechtl-Straße 31 in Weiden in der Oberpfalz

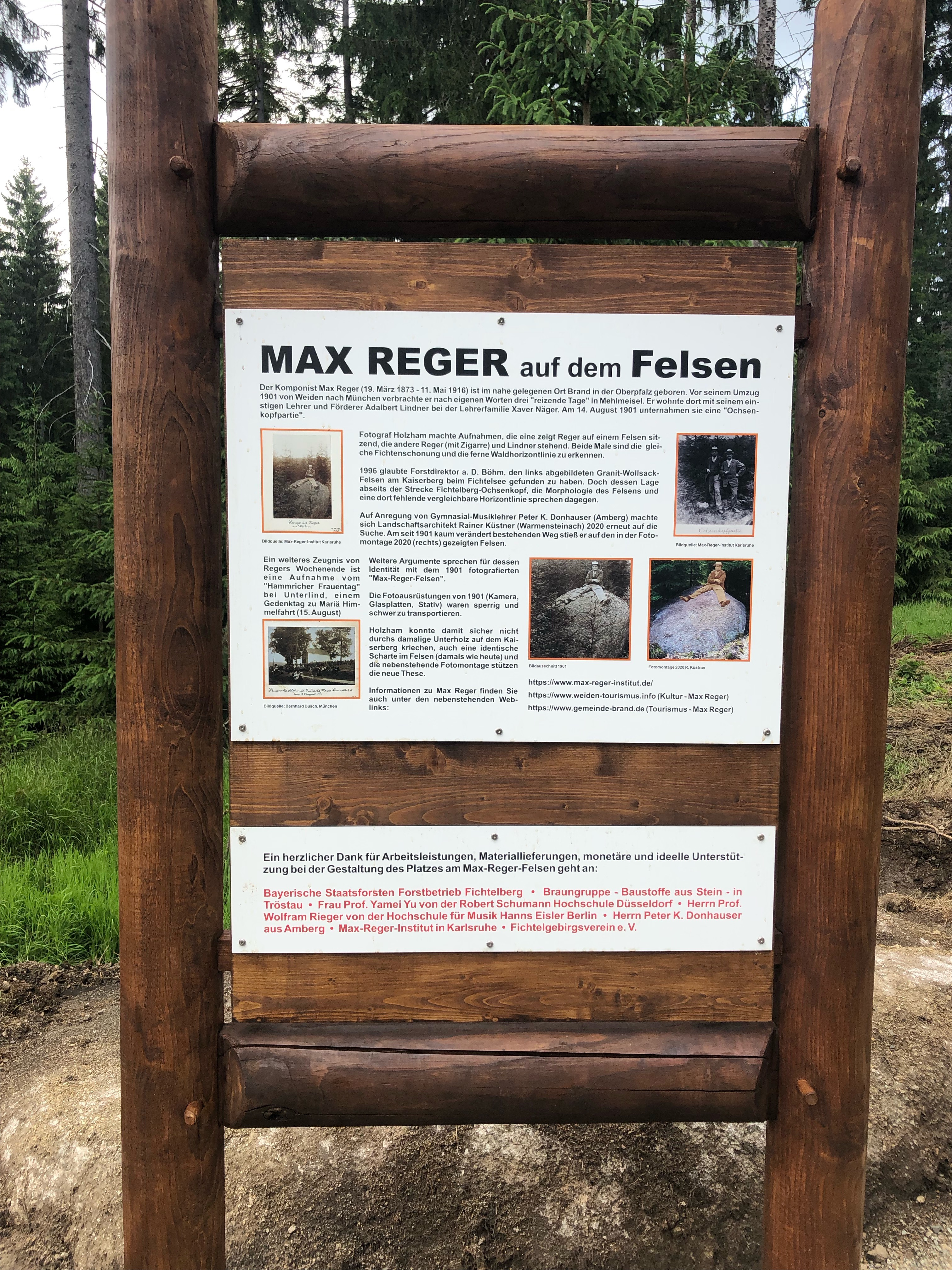
Max-Reger-Fels

- Am 1. März 2023 gab die Deutsche Post eine Sonderbriefmarke anlässlich Max  Regers 150. Geburtstag heraus.[27]
- Am 28. Mai 1908 wurde ihm die Silberne Verdienstmedaille für Kunst und Wissenschaft (Großherzogtum Hessen) verliehen.[28]
- Nach Max Reger sind zahlreiche Straßen und Plätze in Deutschland benannt.

- In seinem Geburtsort Brand (Oberpfalz) sind ihm ein Gedächtniszimmer sowie ein 14,1 km langer (200 Hm) Max-Reger-Rundweg zu Erinnerungsorten eingerichtet.
- Am Weg von Fichtelberg (Oberfranken) zur Fichtelnaabquelle wurde am 14. August 2021 der „Max-Reger-Fels“ als Gedenkstätte eingeweiht.[29]
- In der Stadt Weiden in der Oberpfalz, die sich in Erinnerung an Reger als „Max-Reger-Stadt“ bezeichnet,[30] gibt es die Musikveranstaltung „Weidener Max-Reger-Tage“, das Max-Reger-Haus, in dem er in seiner Jugend wohnte, und eine Max-Reger-Halle. Im Max-Reger-Park von 1953 steht ein Denkmal für ihn – ein Granitblock, 1957 von Josef Gollwitzer als Folge von 8 Orgelpfeifen gestaltet.[31] Am Mauermannbrunnen am Unteren Markt in Weiden steht das Zitat von Reger: Gut war’s im Hotel, dem Hotel zur lustigen Wanzen, nur der Portier hat mir nicht gefallen.[32] Die „Max-Reger-Orgel“ der Weidener Michaeliskirche ist für die authentische Wiedergabe der Musik des Komponisten konstruiert worden.[33]
- Am 19. März 1948 wurde in die Walhalla eine Büste Regers (Nr. 87, gefertigt von G. Müller) eingestellt.

- In Meiningen steht eine Bronzebüste von Reger aus dem Jahr 1937 (siehe Bild oben), daneben sind dort ein Konservatorium und eine Straße nach ihm benannt.
- In Leipzig veranstaltet der Verein Leipziger Romantik e. V. seit 2017 am Vorabend von Regers Todestag eine „Regeriade“. Diese findet im Ring-Café statt, unweit des im Zweiten Weltkrieg zerstörten Hotels Hentschel, wo Reger starb. Dabei werden die Elemente geboten, die sein Leben bestimmten, seine Musik sowie Essen und Trinken.[34]

- Max Brod, der Max Reger vor dem Ersten Weltkrieg in Prag kennenlernte, erlebte den Komponisten auf eine derartige Weise widersprüchlich, dass er ihn veranlasste, der Figur Tycho Brahe in seinem 1915 erschienenen Roman Tycho Brahes Weg zu Gott Züge von Reger zu verleihen.[35]

- 1990 wurde der Asteroid (4347) Reger nach ihm benannt.

- In Weiden und in Amberg sind Schulen nach Reger benannt.

## Aufnahmen für Welte-Mignon
Am 8. Dezember 1905 spielte Reger für die Freiburger Firma M. Welte & Söhne, Hersteller des Reproduktionsklaviers Welte-Mignon, zehn eigene Kompositionen auf Klavierrollen ein:

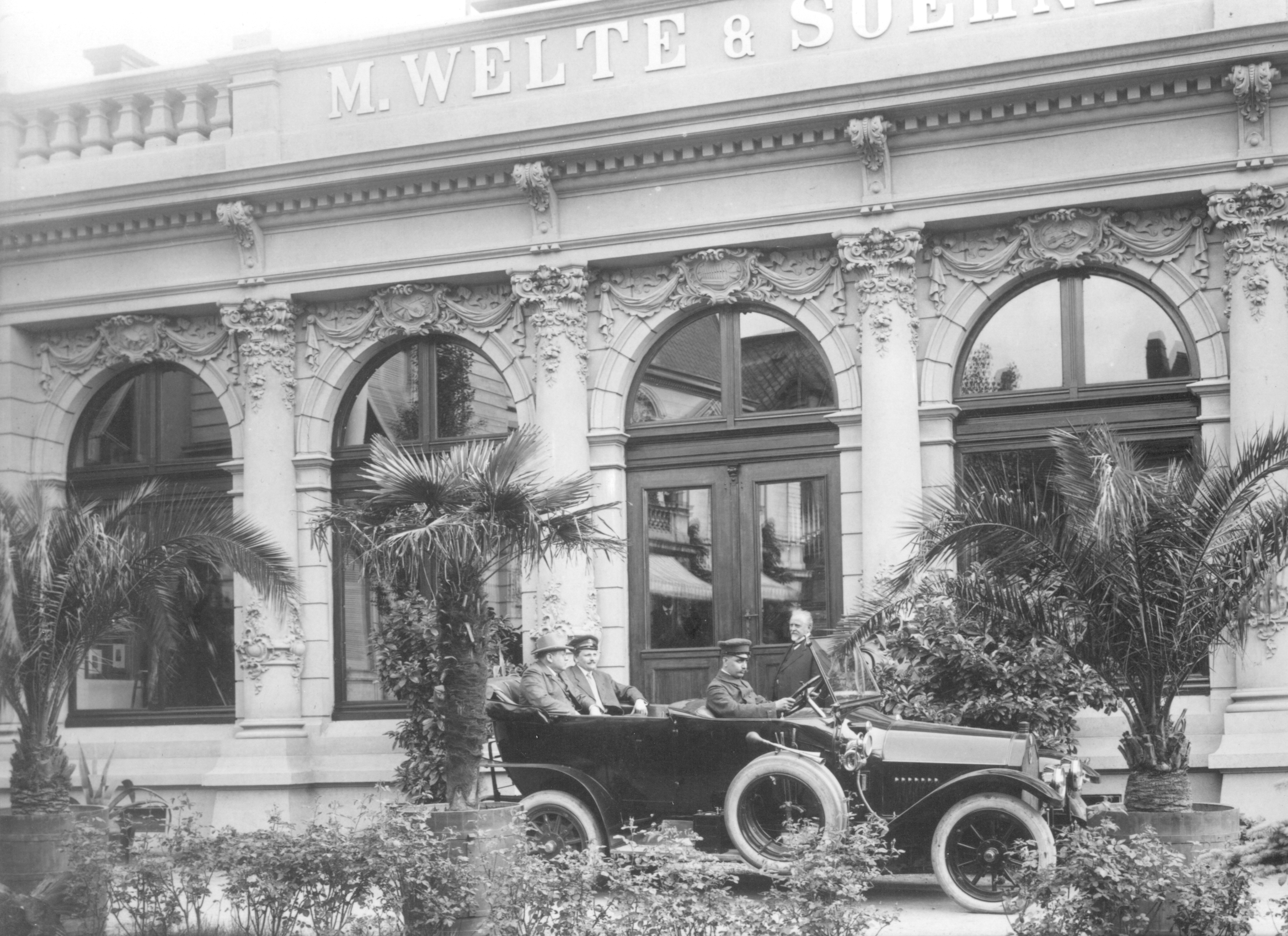
Reger (mit Hut) 1913 vor der Firma M. Welte & Söhne

- Humoresque g-Moll op. 20, Nr. 5 aus: Fünf Humoresken op. 20 (1898/99)
- Intermezzi es-Moll op. 45, Nr. 3 und g-Moll op. 45, Nr. 5 aus: Sechs Intermezzi op. 45 (1900)
- Silhouetten D-Dur op. 53, Nr. 2 und Fis-Dur op. 53, Nr. 3 aus: Sieben Silhouetten op. 53 (1900)
- Aus meinem Tagebuch op. 82, Band I, Nr. 3, Andante sostenuto
- Aus meinem Tagebuch op. 82, Band I, Nr. 5, Moderato
- Aus meinem Tagebuch op. 82, Band I, Nr. 6, Sostenuto
- Aus meinem Tagebuch op. 82, Band I, Nr. 10, Andante innocente
- Aus meinem Tagebuch op. 82, Band I, Nr. 11, Sostenuto ed espressivo

Am 28. Mai 1913 spielte Reger auch 16 Stücke für die Welte-Philharmonie-Orgel ein.
Weiterhin spielte Reger zu einem nicht bekannten Zeitpunkt 12 Stücke für die Firma Ludwig Hupfeld AG ein. Einspielungen für die Frankfurter Firma J. D. Philipps & Söhne konnten 1914 wegen des Kriegsausbruchs nicht mehr erfolgen.

## Philatelistisches
Zum 75. Todestag im Jahr 1991 gab die Deutsche Bundespost eine Briefmarke im Nennwert von 100 Pfennig heraus. Mit dem Erstausgabetag 1. März 2023 gab die Deutsche Post AG anlässlich des 150. Geburtstags des Künstlers ein Sonderpostwertzeichen im Nennwert von 160 Eurocent heraus. Der Entwurf stammt von Wilfried Korfmacher.

## Filmografie
- 2002: Max Reger – Musik als Dauerzustand. Dokumentarfilm, Italien, 2002
- 2017: Max Reger: the Last Giant. Dokumentarfilm, Großbritannien, 2017; ergänzt um 12 Stunden verfilmte Musikaufführungen, in der Box Maximum Reger

### Noten und Audiodateien
- Reger-Werkausgabe Online
- www.kreusch-sheet-music.net – Gemeinfreie Noten von Max Reger
- Werke von Max Reger beim Mutopia-Projekt
- Noten und Audiodateien von Reger im International Music Score Library Project
- Gemeinfreie Noten von Max Reger in der Choral Public Domain Library – ChoralWiki (englisch)
- Gesamteinspielung des Reger-Orgelwerks von Christoph Bossert im Projekt DVVLIO der HfM Würzburg[39] (im Entstehen; YouTube-Playlist)